# Johnny Longden
John Eric « Johnny » Longden, né le 14 février 1907 à Wakefield en Angleterre et mort le 14 février 2003 à Banning aux États-Unis, est un jockey et entraîneur de chevaux de courses américain d'origine britannique. Il est le seul professionnel à avoir remporté le Kentucky Derby en tant que jockey puis entraîneur.

## Biographie
Une légende familiale veut que le train à destination de Southampton soit arrivé en retard et que Madame Longden et le petit John, 5 ans, ont raté l'embarquement du paquebot qui devait les transporter jusqu'à la province d'Alberta, au Canada où leur mari et père avait émigré quelque temps plus tôt. Un mal pour un bien, puisque ce bateau était le Titanic. C'est donc un peu plus tard que la famille Longden s'installe au Canada, d'où Johnny Longden, après avoir travaillé comme mineur, rejoint la Californie en 1927 pour y devenir jockey. Installé à Santa Anita, où on érigera une statue en son honneur (aux côtés de ses deux illustres confrères Bill Shoemaker et Laffit Pincay, Jr.) et où une rue porte son nom, il dépossède en 1956 le mythique Britannique Gordon Richards de son record mondial de victoires, avec 4 870 succès. À la fin de sa carrière en 1966, il en aura remporté 6 032 (sur 32 413 montes), un record battu en 1970 par Bill Shoemaker. Partenaire de certains des grands champions de son époque, il remporte la Triple Couronne en selle sur Count Fleet en 1943. Il est sacré deux fois champion jockey par les gains (1943 et 1945), et trois fois par le nombre de victoires (1938, 1947 et 1948), reçoit le George Woolf Memorial Jockey Award en 1952, et se voit admis au Hall of Fame des courses américaines en 1958.  
Lorsqu'il raccroche les bottes en 1966, à 59 ans, Johnny Longden s'installe comme entraîneur pour le compte de ses amis d'Alberta, les businessmen Frank McMahon, Wilder H. Ripley et Max Bell. Pour le compte de McMahon, il entraîne le champion Majestic Prince qui, en 1969, lui permet de devenir le premier (et le seul à ce jour) entraîneur à remporter le Kentucky Derby après l'avoir gagné comme jockey ; un Majestic Prince qui manquera d'ailleurs de peu la Triple Couronne. Après sa retraite définitive, il est honoré par un Eclipse Award spécial, en 1994, pour l'ensemble de sa carrière.  
Passionné par les courses (il a même possédé et drivé des trotteurs dans les années 50), Johnny Longden a eu deux enfants devenus entraîneurs, Eric et Vance. Johnny Longden remporta d'ailleurs le Santa Anita Derby 1961 en selle sur Four-and-Twenty, un cheval entraîné par Vance. Son épouse Hazel avait embrassé la même profession et devint en 1971 la première femme entraîneur à seller un stakes winner à Santa Anita, Diplomatic Agent, lauréat des San Vicente Stakes. Le couple Longden interprète d'ailleurs son propre rôle dans l'épisode 12 de la sixième épisode de la sitcom I Love Lucy. 
Johnny Longden s'éteint chez lui, en Californie, le jour de ses 96 ans en 2003.